# Auszeichnungen der SDAG Wismut
Die Auszeichnungen der SDAG Wismut waren betriebliche Auszeichnungen der SDAG Wismut, die 1949 gestiftet wurden und somit zu den frühesten betrieblichen Auszeichnungen der DDR zählten. Dazu gehörten folgende Auszeichnungen:

## EhrentitelMeister der Arbeit

### 1949 bis 1954
Das 41 mm hohe Abzeichen der ersten Form zeigt einen stehenden Bergmann, der in seiner rechten Hand eine wehende farbige Deutschlandflagge (ohne Staatswappen der DDR) und in seiner linken einen Presslufthammer hält. Rechts neben dem Bergmann ist ein stilisierter Förderturms mit Seilwinde erkennbar. Darunter befindet sich die dreizeilige Inschrift MEISTER / DER / ARBEIT. Links des Bergmannes ist ein aufrecht stehender Lorbeerzweig erkennbar. Den unteren Abschluss des Abzeichens bildet ein wehendes Spruchband mit der Aufschrift AG WISMUT.

### 1954 bis 1955
Das Abzeichen dieser Periode ist ebenfalls 41 mm hoch, wurde in zwei Klassen (Gold oder Silber) verliehen und zeigt eine überdimensionale schwarz-rot-goldene wehende Flagge (ohne Staatswappen der DDR), auf der das Symbol des Bergbaues, Schlägel und Eisen aufgelegt ist. Darunter befindet sich in kleinen Buchstaben und links neben der Fahnenstange die vierzeilige Inschrift MEISTER / DER / ARBEIT / I. KLASSE oder II. Klasse. Den linken Rand des Abzeichens bildet ein nach oben gebogener, entsprechend der verliehenen Stufe silberner oder goldener, Lorbeerzweig. Ein daran anschließendes kleines Spruchband mit der Aufschrift AG WISMUT schmiegt sich am unteren Teil des Abzeichens leicht nach rechts. 

### 1955 bis 1959
Das Abzeichen der dritten Form ist mit seinem Vorgängermodell nahezu identisch. Nur die Inschrift auf dem unteren wehenden Spruchband lautet nun SDAG WISMUT.

### 1960 bis 1974
1960 erfuhr das Abzeichen zum Ehrentitel eine weitere Änderung. Der wehenden Deutschlandflagge wurde nun das Staatswappen der DDR eingesetzt und das darauf liegende Schlegel und Eisen geriet etwas kleiner als beim Vorläufermodell.

### Ab 1974
In der Form des Abzeichens, die seit 1974 verliehen wurde, entfiel nun auch die Inschrift der verliehenen Klasse, da diese nun an der goldfarbenen oder silbernen Beschaffenheit der aufgelegten Teile (Schlegel und Eisen) sowie des Lorbeerzweiges erkennbar war.

## Leistungsabzeichen der SDAG Wismut
Das Leistungsabzeichen der SDAG Wismut wurde 1955 geschaffen und bis 1965 für vorbildliche Arbeitsergebnisse oder für besondere Leistungen bei der Nutzung und Pflege wertvoller Bergbaugeräte verliehen. Das 27,5 mm hohe vergoldete Abzeichen ist nahezu oval und zeigt einen Lorbeerkranz, der an seiner oberen Seite von einem fünfzackigen, roten Stern geschlossen wird sowie an seiner Unterseite ein wehendes Spruchband mit der Aufschrift SDAG WISMUT. In seiner Mitte war symbolisch die Maschinenart, an welcher die zu ehrende Person arbeitete, dargestellt. Wollte man nur das Ordensband tragen, konnte die Medaille ausgehängt werden.